# Eleccions al Parlament Escocès de 1999

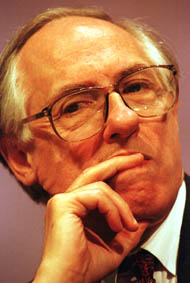
Donald Dewar, guanyador de les eleccions pel Partit Laborista Escocès.

Les Eleccions al Parlament escocès de 1999 se celebraren el 6 de maig de 1999, i foren les primeres des que es va aprovar la Devolution el 1997. S'hi van imposar els laboristes escocesos de Donald Dewar, sobre el SNP d'Alex Salmond. Per primer cop fou escollit un diputat ecologista a un parlament britànic, Robin Harper, i l'ecologista independent Dennis Canavan.

## Resultats
| ← Eleccions al Parlament escocès, 1999 → |                    |       |        |                |       |        |               |
| Partit                                   | Vots Constituència | %     | Escons | Vots Regionals | %     | Escons | Escons totals |
| Partit Laborista Escocès                 | 908.392            | 38,8  | 53     | 786.818        | 33,64 | 3      | 56            |
| Partit Nacional Escocès                  | 672.757            | 28,74 | 7      | 638.644        | 27,26 | 28     | 35            |
| Partit Conservador Escocès               | 364.225            | 15,56 | -      | 359.109        | 15,35 | 18     | 18            |
| Liberal Demòcrates Escocesos             | 331.279            | 14,15 | 12     | 225.774        | 12,43 | 5      | 17            |
| Partit Verd Escocès                      | -                  | -     | -      | 84.024         | 3,59  | 1      | 1             |
| Partit Socialista Escocès                | 23.564             | 1,01  | -      | 46.635         | 1,99  | 1      | 1             |
| Dennis Canavan                           | 18.511             | 0,8   | 1      | 27.700         | 1,2   | -      | 1             |
| Total                                    | 2.340.480          | 59,1  | 73     |                |       | 56     | 129           |